# تپه سگاله (قرمز قالا)
تپه سگاله (قرمز قالا) مربوط به هزاره اول قبل از میلاد است و در شهرستان نمین، بخش عنبران، روستای عنبران علیا واقع شده و این اثر در تاریخ ۲۳ شهریور ۱۳۸۲ با شمارهٔ ثبت ۱۰۰۲۷ به‌عنوان یکی از آثار ملی ایران به ثبت رسیده است.